# Bruno Silva
Bruno Ramón Silva Barone (Melo, 29 maart 1980) – alias Bruno Silva – is een Uruguayaans voormalig profvoetballer, die speelde als rechtsback. In 2018 beëindigde Silva zijn profcarrière. Bruno Silva speelde achtereenvolgens voor Danubio, FK Rostov, opnieuw Danubio, FC Groningen, Ajax, Internacional en Cerro Largo.

## Clubcarrière

### Danubio
Silva begon in eigen land bij Danubio, waarvoor hij in 2000 een wedstrijd speelde. In de loop der jaren groeide Bruno Silva uit tot een vaste waarde. Bij de club kwam hij in drieëntachtig wedstrijden tot vier doelpunten.

### FK Rostov
Bruno Silva wilde na vier jaar Danubio een nieuwe ervaring op doen. Hij trok naar Europa om daar voor het Russische FK Rostov te gaan spelen. In de zomer van 2004 maakte hij de overstap. In Russische dienst kwam hij slechts vier keer in actie.

### Terugkeer naar Danubio
Na een teleurstellende eerste seizoenshelft in Rusland keerde Silva terug naar Danubio om hier weer meer aan spelen toe te komen. In de tweede seizoenshelft van 2004 speelde Silva negen wedstrijden, waarin hij een keer het net wist te vinden. In 2005 kwam hij tot veertien wedstrijden, waarin hij drie keer scoorde. In totaal duurde de terugkeer van Silva anderhalf seizoen.

### FC Groningen
De vorm waarin Silva verkeerde bleek niet onopgemerkt te zijn. Enkele clubs toonden interesse maar uiteindelijk vertrok Silva in het seizoen 2005/06 naar FC Groningen, waar hij een contract tekende voor een seizoen. Als opkomende rechter vleugelverdediger maakte hij een goede indruk op de Noorderlingen, waardoor zijn contract werd verlengd. In het seizoen 2006/07 groeide Silva uit tot een van de belangrijkste spelers bij FC Groningen. In het daaropvolgende seizoen was Silva wederom een belangrijke, dienende speler. In de wintertransferperiode van dat seizoen waren er verschillende clubs die interesse toonden in de Uruguayaan. Silva speelde achtenzestig wedstrijden, waarin hij twee keer scoorde.

### Ajax
In januari 2008 toonde Ajax belangstelling voor Silva. Naar aanleiding hiervan besloot Silva in staking te gaan, om op die manier een transfer af te dwingen. Uiteindelijk kreeg hij zijn zin en verhuisde hij per 22 januari 2008 naar Ajax. Dit tot woede van de Groningse fans. In ditzelfde seizoen vertrokken ook Rasmus Lindgren en Silva's landgenoot Luis Suárez van FC Groningen naar Ajax. De eerste keer dat Silva met Ajax bij FC Groningen op bezoek kwam klonken er vele fluitconcerten. In de tweede seizoenshelft van het seizoen 2007/08 kwam Silva tot twaalf wedstrijden voor Ajax. Het seizoen daarop, seizoen 2008/09, werd voor Silva een lastig seizoen, daar hij voorbij gestreefd werd door Gregory van der Wiel, hij verloor zijn basisplaats en zat vaak zelfs niet bij de selectie. Uiteindelijk zou hij toch nog negen wedstrijden spelen en een keer scoren. In januari 2009 toonden zowel Palermo als AS Roma belangstelling om Silva van Ajax over te nemen. Ajax ging hier echter niet op in, omdat het destijds te weinig verdedigers in de selectie had. Gedurende de eerste helft van seizoen 2009/10 speelde Silva geen rol meer op het veld bij Ajax.

### Verhuur aan Internacional
In december 2009 toonde het Braziliaanse Internacional interesse in Silva. Ajax stond niet onwelwillend tegenover een vertrek van de rechter vleugelverdediger. Internacional beschikte niet over de middelen om aan de vraagprijs van Ajax, naar verluidt drie miljoen euro, te voldoen. Ajax en Internacional kwamen tot een akkoord dat Silva gedurende het kalenderjaar 2010 op huurbasis bij Internacional zou spelen. In totaal speelde Silva vijftien wedstrijden, waarin hij een keer het net wist te vinden.

### Terugkeer naar Ajax
De huurperiode van Silva liep af op 31 december 2010. Op 4 januari 2011 keerde Silva terug op het trainingsveld bij Ajax, dit deed hij samen met de Argentijn Dario Cvitanich, die eveneens het kalenderjaar 2010 verhuurd was. Silva speelde mee in winterse oefenwedstrijden van Ajax, maar op 11 januari raakte Silva geblesseerd tijdens een training en zijn sleutelbeen brak. Hierdoor moest Silva een operatie aan zijn schouder ondergaan. Op 3 februari 2011 werd bekend dat Silva circa vier maanden uit de roulatie zou zijn en dus de rest van het seizoen moest missen. Bij de operatie ging echter wat mis, er kwam een infectie en de Uruguayaan moest vrezen voor zijn leven. Hij zou ook in seizoen 2011/12 geen wedstrijd meer spelen. Op 31 maart 2012 werd bekend dat Ajax in gesprek zou gaan met Bruno over zijn aflopende contract en revalidatie.

### Cerro Largo
Na een lange revalidatie met meerdere operaties maakte Silva in maart 2013 zijn rentree als speler van Cerro Largo uit zijn geboorteplaats. Vanaf 2014 was hij aanvoerder van de club die dat jaar uit de Primera División degradeerde naar de Segunda División. Na het seizoen 2017 beëindigde hij zijn loopbaan.

## Clubstatistieken
| Seizoen | Club                      | Land      | Competitie                    | Duels | Goals |
| ------- | ------------------------- | --------- | ----------------------------- | ----- | ----- |
| 2000    | Danubio FC                | Uruguay   | Primera División              | 1     | 0     |
| 2001    | Danubio FC                | Uruguay   | Primera División              | 13    | 1     |
| 2002    | Danubio FC                | Uruguay   | Primera División              | 30    | 1     |
| 2003    | Danubio FC                | Uruguay   | Primera División              | 39    | 2     |
| 2004    | FK Rostov                 | Rusland   | Premjer-Liga                  | 4     | 0     |
| 2004    | Danubio FC                | Uruguay   | Primera División              | 9     | 1     |
| 2005    | Danubio FC                | Uruguay   | Primera División              | 14    | 3     |
| 2005/06 | FC Groningen              | Nederland | Eredivisie                    | 21    | 1     |
| 2006/07 | FC Groningen              | Nederland | Eredivisie                    | 29    | 0     |
| 2007/08 | FC Groningen              | Nederland | Eredivisie                    | 18    | 1     |
| 2007/08 | Ajax                      | Nederland | Eredivisie                    | 12    | 0     |
| 2008/09 | Ajax                      | Nederland | Eredivisie                    | 9     | 1     |
| 2009/10 | Ajax                      | Nederland | Eredivisie                    | 0     | 0     |
| 2009/10 | → SC Internacional (huur) | Brazilië  | Campeonato Gaúcho             | 2     | 0     |
| 2010/11 | → SC Internacional (huur) | Brazilië  | Campeonato Brasileiro Série A | 9     | 1     |
| 2010/11 | Ajax                      | Nederland | Eredivisie                    | 0     | 0     |
| 2011/12 | Ajax                      | Nederland | Eredivisie                    | 0     | 0     |
| Totaal  | Totaal                    | Totaal    | Totaal                        | 211   | 12    |

## Interlandcarrière
Silva maakte zijn debuut voor Uruguay op 4 februari 2003 in de vriendschappelijke wedstrijd tegen Iran (1-1), net als Mauricio Nanni, Sergio Blanco (beiden Montevideo Wanderers), Marcelo Sosa (Danubio), Williams Martínez, Sebastián Taborda (beiden Defensor), Diego Lugano (Club Nacional), Julio Mozzo (Central Español) en Mario Leguizamón (Peñarol).

## Erelijst
Danubio
- Primera División: 2004

 Ajax
- Eredivisie: 2010/11, 2011/12
- KNVB beker: 2009/10

 Internacional
- CONMEBOL Libertadores: 2010